# Playoffs NBA 1974
Los Playoffs de la NBA de 1974 fueron el torneo final de la temporada 1973-74 de la NBA. Concluyó con la victoria de Boston Celtics, campeón de la Conferencia Este, sobre Milwaukee Bucks, campeón de la Conferencia Oeste, por 4-3. 
Este sería el décimo segundo trofeo de los de Boston, y el primero conseguido después de la "era Bill Russell". El MVP de las Finales fue John Havlicek de los Celtics. La lesión de Lucius Allen, la estrella de los Bucks, fue un factor decisivo en las Finales.
Usando el formato revisado adoptado en 1973, los dos terceros clasificados (Buffalo Braves en el Este, Detroit Pistons en el Oeste) pasarían a los playoffs, mientras que los segundos clasificados de las divisiones Central (Atlanta Hawks) y Pacífico (Golden State Warriors) no se clasificarían. Además, mientras los tres máximos clasificados se encontrasen en la División Medio Oeste, los dos campeones de división en la Conferencia Oeste (Milwaukee y Los Angeles) jugarán en las Semifinales de Conferencia.
Con victoria por 4-3 sobre los Pistons en la primera ronda, Chicago Bulls consiguió su primera victoria de playoffs. En sus primeros ocho años de existencia, los Bulls se clasificaron para los playoffs en siete ocasiones.
Como parte de curiosidad histórica, tres de los cuatro equipos que en 1974 se encontraban en la Conferencia Oeste (Milwaukee, Detroit y Chicago) actualmente están en la Conferencia Este.
Esta fue la única aparición de Capital Bullets en los playoffs; los Bullets asumieron el nombre "Capital", solo durante un año antes de cambiarse el nombre por Washington Bullets la siguiente temporada. Estos playoffs también se vieron marcados por el debut de los Braves, que entraron en la liga en la temporada 1970-1971.

## Tabla
|  | Semifinales de Conferencia | Semifinales de Conferencia | Semifinales de Conferencia |   |            | Finales de Conferencia | Finales de Conferencia | Finales de Conferencia |  |    | Finales de la NBA | Finales de la NBA | Finales de la NBA |
|  |                            |                            |                            |   |            |                        |                        |                        |  |    |                   |                   |                   |
|  | E1                         | Boston*                    | 4                          |   |            |                        |                        |                        |  |    |                   |                   |                   |
|  | E4                         | Buffalo                    | 2                          |   |            |                        |                        |                        |  |    |                   |                   |                   |
|  | E4                         | Buffalo                    | 2                          |   | E1         | Boston*                | 4                      |                        |  |    |                   |                   |                   |
|  | Conferencia Este           |                            |                            |   | E1         | Boston*                | 4                      |                        |  |    |                   |                   |                   |
|  |                            | E2                         | New York                   | 1 |            |                        |                        |                        |  |    |                   |                   |                   |
|  | E3                         | E2                         | New York                   | 1 | Capital*   | 3                      |                        |                        |  |    |                   |                   |                   |
|  | E3                         |                            |                            |   | Capital*   | 3                      |                        |                        |  |    |                   |                   |                   |
|  | E2                         | New York                   | 4                          |   |            |                        |                        |                        |  |    |                   |                   |                   |
|  | E2                         | New York                   | 4                          |   |            |                        |                        |                        |  | E1 | Boston*           | 4                 |                   |
|  |                            |                            |                            |   |            |                        |                        |                        |  | E1 | Boston*           | 4                 |                   |
|  |                            | W1                         | Milwaukee*                 | 3 |            |                        |                        |                        |  |    |                   |                   |                   |
|  | W1                         | W1                         | Milwaukee*                 | 3 | Milwaukee* | 4                      |                        |                        |  |    |                   |                   |                   |
|  | W4                         | Los Angeles*               | 1                          |   |            |                        |                        |                        |  |    |                   |                   |                   |
|  | W4                         | Los Angeles*               | 1                          |   | W1         | Milwaukee*             | 4                      |                        |  |    |                   |                   |                   |
|  | Conferencia Oeste          |                            |                            |   | W1         | Milwaukee*             | 4                      |                        |  |    |                   |                   |                   |
|  |                            | W2                         | Chicago                    | 0 |            |                        |                        |                        |  |    |                   |                   |                   |
|  | W3                         | W2                         | Chicago                    | 0 | Detroit    | 3                      |                        |                        |  |    |                   |                   |                   |
|  | W3                         |                            |                            |   | Detroit    | 3                      |                        |                        |  |    |                   |                   |                   |
|  | W2                         | Chicago                    | 4                          |   |            |                        |                        |                        |  |    |                   |                   |                   |

* Campeón de División

Negrita Ganador de la serie

Cursiva Equipo con ventaja de cancha